# Wołodymyr Wilczynski
Wołodymyr Nesterowycz Wilczynski (ukr. Володимир Нестерович Вільчинський, ros. Владимир Нестерович Вильчинский, Władimir Niestierowicz Wilczinskij; ur. 1 maja 1967 w Kulikowie, w obwodzie lwowskim) – ukraiński piłkarz, grający na pozycji pomocnika, a wcześniej obrońcy, trener piłkarski.

## Kariera piłkarska

### Kariera klubowa
Wychowanek Instytutu Kultury Fizycznej we Lwowie. Karierę piłkarską rozpoczął w klubie Nywa Winnica, skąd przeszedł do Weresu Równe. W 1992 przeniósł się do Skały Stryj. W 1994 został piłkarzem FK Lwów, a od 1999 bronił barw lwowskich Karpat, w którym ukończył karierę piłkarską. Występował również w GKS Jastrzębie.

## Kariera trenerska
Po zakończeniu kariery piłkarskiej pomagał od lipca 2002 trenować drugą drużynę Karpat. W latach 2004–2008 trenował młodzież w Szkole Kultury Fizycznej we Lwowie (UFK). W lipcu 2008 objął stanowisko głównego trenera drugiej drużyny Karpat.

## Sukcesy i odznaczenia

### Sukcesy klubowe
- finalista Pucharu Ukrainy: 1999

### Odznaczenia
- nagrodzony tytułem Mistrza Sportu ZSRR